# مبادرة هيما للشباب
HIMA! (باللغة الأرمينية: ՀԻՄԱ، والتي تعني بالإنجليزية "NOW!")، هي مبادرة للشباب في يريفان، أرمينيا، تدعو إلى الديمقراطية والحقوق المدنية ضد اضطهاد النظام الاستبدادي لرئيس أرمينيا السابق روبرت كوشاريان وخليفته المختار، سيرج سركسيان.

## الخلفية
HIMA! هي واحدة من شعارات الحركة الشعبية (الأرمينية: Համաժողովրդական շարժում) التي أطلقت بعد الانتخابات الرئاسية في 19 فبراير 2008 والتي «أظهرت عدم كفاية الاحترام للمعايير الأساسية للانتخابات الديمقراطية». بدأت الاحتجاجات عندما خرج عشرات الآلاف من أنصار المرشح الرئاسي المعارض ليفون تير بتروسيان إلى الشوارع في وسط مدينة يريفان يوم 20 فبراير للتنديد بنتائج الانتخابات المعلنة وما زعموا أنه تزوير انتخابي 2. كان آنذاك وهناك أن كاتشا HIMA! كان يولد تلقائيا. عندما طلب تي-بتروسيان من الجمهور مغادرة الميدان من أجل العودة في اليوم التالي ومواصلة احتجاجهم غير العنيف، بدأ المتظاهرون في الهتاف بشكل جماعي «HI-MA! مرحبا-MA! HI-MA!»، يزعم أنهم يريدون مواصلة احتجاجهم الآن! ودون مزيد من التأخير.
استمرت الاحتجاجات سلميا في ساحة الحرية للأيام العشرة التالية، مع تظاهر العديد من المتظاهرين في الميدان في الخيام (2). في نهاية المطاف، أصبح الشعار شائعًا على نطاق واسع بسبب الاحتجاجات التي استمرت 24 ساعة في ساحة الحرية والمسيرات السياسية خلال الفترة من 21 فبراير إلى 1 مارس.
في وقت مبكر من صباح يوم 1 مارس، قامت قوات الأمن الأرمنية بتفريق المتظاهرين بعنف. وفقا للمعلومات الرسمية، أصيب 31 شخصا (الشرطة والمتظاهرين). في وقت لاحق من ذلك اليوم، عاد المتظاهرون للاحتجاج وحدثت اضطرابات خارج السفارة الفرنسية ومجلس مدينة يريفان. في وقت مبكر من بعد الظهر، تجمع حشد كبير في هذه المنطقة. وفي المساء، وقعت اضطرابات خطيرة: اشتبكت قوات الشرطة والأمن مع المحتجين، وأطلقت أسلحة آلية، وتم تفجير عبوات ناسفة، وأضرمت النيران في مركبات، ونُهبت. وفقا لمصادر رسمية، بشكل مأساوي كان هناك 8 وفيات، في وقت لاحق ارتفع إلى 10، وحوالي 130 إصابات. وفي حوالي الساعة 22.30، أعلن الرئيس كوشاريان حالة الطوارئ التي تغطي مدينة يريفان، والتي فرضت من بين القيود الأخرى حظراً على التجمعات والتجمعات وقيود الإبلاغ الإعلامي إلى المعلومات الرسمية، وفرض الأمر الواقع فرض الرقابة. ووفقاً لمعلومات رسمية، ففي 19 مارس / آذار، اعتُقل 106 شخصاً واتُهموا رسمياً فيما يتصل بأحداث 1 مارس / آذار.

## HIMA! وجدول أعمالها
HIMA! تم إطلاق مبادرة شبابية في أبريل 2008. وتتألف هذه المبادرة من طلاب المدارس الثانوية، وطلاب الجامعات على مختلف المستويات، والخريجين وما بعد الخريجين، فضلا عن أساتذة الجامعات من الشباب والشباب الآخرين من خلفيات متنوعة. ويتكون جدول الأعمال العام الحالي HIMA! الصورة تتكون من 3 القضايا الرئيسية التي تعيق احتمال الديمقراطي أرمينيا. هذه القضايا هي ما يلي: 
1. الإفراج عن الأشخاص المحتجزين بتهم مصطنعة وذات دوافع سياسية على ما يبدو (السجناء السياسيين) 
2. حرية الاجتماعات والتجمعات والمسيرات والمظاهرات في كل من القانون والممارسة 
3. الحرية والتعددية في التلفزيون والإذاعة العامة على أساس يومي، وكذلك وسائل البث الأخرى؛ إنهاء المضايقات من قبل السلطات الضريبية الإلكترونية المعارضة ووسائل الإعلام المطبوعة.
1. اقتربت عمليات ما بعد الانتخابات من اعتقال واحتجاز أعداد كبيرة من الأشخاص، بما في ذلك أكثر من 100 من أنصار المعارضة وثلاثة من أعضاء البرلمان، بعضهم على ما يبدو اتهامات مصطنعة وذات دوافع سياسية. وهذا يشكل قمعًا فعليًا للمعارضة من قبل السلطات. ومعظم المعتقلين هم من كبار أعضاء أحزاب المعارضة الذين يديرون مكاتب الحملة الانتخابية الوطنية والمحلية في تير - بيتروسيان. أحدهم، أرارات زورابيان، هو رئيس الحركة الوطنية الأرمنية (HHSh)، الحزب الحاكم السابق في البلاد والذي لا يزال الرئيس السابق عضواً فيه. معظم أعضاء مجلس إدارة HHSh هم أيضا قيد الاعتقال. إن اثنين من زعماء المعارضة البارزين ومؤيدي تير-بتروسيان- نيكول باشينيني، محرر «هيكاكان زاماناك»، وهي الصحيفة اليومية الأكثر مبيعاً في أرمينيا، وخاشاتور سوكاسيان، عضو الجمعية الوطنية وأحد كبار الشخصيات في دوائر الأعمال في أرمينيا، يفرون مطلوب من قبل الشرطة. إن HIMA! هو الشاغل الأكبر للتوعية بمسألة السجناء السياسيين وتعزيز فهم حقوقهم المدنية بين عامة الناس.
2. قبل بضعة أيام من انتهاء حالة الطوارئ، في 17 مارس 2008، بناء على اقتراح من الحكومة، تبنت الجمعية الوطنية، في دورة استثنائية، سلسلة من التعديلات على قانون عقد الاجتماعات والجمعيات والتجمعات والمظاهرات التي تقيد إلى حد كبير حق حرية التجمع وتعطي سلطات تقديرية كبيرة للسلطات لحظر التجمعات والمظاهرات السياسية. بما أن هذه التعديلات «تتعارض مع المعايير الأوروبية، على النحو المنصوص عليه، في جملة أمور، في المادة 11 من الاتفاقية الأوروبية لحقوق الإنسان» ودستور أرمينيا، HIMA! تنشر بفعالية انتباه انتهاك حقوق الإنسان الأساسية من خلال أعمال غير عنيفة تستهدف بشكل أساسي المسؤولين الحكوميين وأعضاء البرلمان الذين يقفون وراء هذه التعديلات.

1. يوجد نقص عام في التنوع في وجهات النظر السياسية التي تبثها وسائل الإعلام الرئيسية. الرأي العام ليس على دراية كافية من خلال تبادل الرأي والنقاش السياسي، على سبيل المثال، أو من خلال التحقيق الصحفي والتعليق والتحليل. إلى جانب ذلك، «شرعت سلطات الضرائب في إجراء تفتيش مالي نادر على الصحف الرائدة في أرمينيا التي تنتقد الحكومة، مما أثار مخاوف من تجدد القيود الحكومية على الصحافة المحلية». وبالتحديد، فقد داهم مفتشو الضرائب في نهاية مارس / آذار 2008 صحف المعارضة «كوررود إشكانديان» و «زاماناك يريفان» و «هايكاكان زاماناك» و «أرفوت». وقد أثارت مصلحة الضرائب في الولاية جدلاً عندما فتشت كتب محطة GALA التلفزيونية مقرها غيومري في أكتوبر الماضي بعد فترة وجيزة من كسر الأخير لتوفير وقت البث إلى تير-بتروسيان. تم تغريم GALA بعد ذلك بحوالي 27 مليون درام (87,000 دولار) بسبب التهرب الضريبي المزعوم والانتهاكات الأخرى. وأيدت محكمة غيومري اتهامات بالاحتيال في 19 مارس. ولم تدفع الإذاعة التي كانت تعاني من ضائقة مالية غرامة كبيرة إلا بعد حملة لجمع التبرعات استمرت أسبوعا. على الرغم من وجود وسائل إعلام مطبوعة تعددية ومستقلة، فإن المستوى الحالي للسيطرة من قبل سلطات وسائل الإعلام الإلكترونية وهيئاتها التنظيمية، فضلاً عن غياب هيئة إعلامية عامة مستقلة وقائمة على التعددية، تعوق خلق بيئة إعلامية تعددية. ومزيد من تفاقم انعدام ثقة الجمهور في النظام السياسي. HIMA! مبادرة الشباب، فهم قوة الإعلام، بدأت حملة واسعة النطاق بهدف رفع مستوى نقد وسائل الإعلام بين الجمهور وتعزيز عدد قراء الصحف، لأن الصحف، في مجملها، بعيدة عن متناول السلطات. السيطرة والتنظيم.

## تكتيكات HIMA! للنضال اللاعنفي
إن HIMA!، التي تتكون في الغالب من شباب منفتحين ومتسامحين، تنكر استخدام العنف في الكفاح الاجتماعي والسياسي، وتميل إلى ممارسة مجموعة من التكتيكات اللاعنفية التي إما أن تكون نتاجًا للعقول الإبداعية لـ HIMA! تم تطبيقها بنجاح من قبل مجموعات نضالية أخرى في بلدان أخرى في الماضي. ومن بين التكتيكات استخدام الرموز، والأصوات الرمزية، وعروض الموسيقى، والمسيرات الصاخبة، والمسيرات، والرسوم الكاريكاتورية، ومقاطعة ونبذ بعض «المشاهير» المحليين وغيرهم من الشخصيات العامة، ومقاطعة بعض المنتجات الاستهلاكية، وإضرابات عن الطعام، والالتماسات الجماعية، وجوائز وهمية، مزعجة من المسؤولين. أمثلة على أعمال اللاعنف من قبل HIMA! تشمل الحفل الموسيقي الحي في الأفينيو الشمالي، وسط مدينة يريفان، تحت عنوان رمزي «تذكرة إلى السجن» («بيردي بوتيفكا»)، وأداء غنائيات مخصصة لحرية الجمعيات والاحتجاجات من نافذة رئيس الجمعية الوطنية. زي السجناء وهلم جرا.
HIMA! تتعاون مع مختلف الجماعات والمنظمات الاجتماعية التي تهدف إلى الدعوة لحقوق الإنسان وتغيير ديمقراطية أرمينيا. ومن بين هذه المجموعات منظمة «المرأة من أجل السلام» غير الحكومية، وحركة الشباب «هاتوك غوند»، ومنظمة «المنظمات غير الحكومية الشابة المحافظة»، والحركة النسائية الأرمينية وغيرها الكثير.